# Johan Wilhelm Graffman
Johan Wilhelm Graffman, född den 24 december 1807 i Göteborg, död den 28 november 1868 i Växjö, var en svensk läkare.
Graffman blev 1826 student vid Uppsala, där han avlade medicine kandidatexamen 1835 och medicine licentiatexamen 1837. Sistnämnda år promoverades han där till medicine doktor och blev samma år kirurgie magister vid Karolinska institutet. Graffman var extra regementsläkare vid Kronobergs regemente 1838–1839, hospitalsläkare i Växjö 1839–1855, lasarettsläkare där från 1839 och tillika stadskirurg där. Han blev riddare av Vasaorden 1856.